# 홍경인
홍경인(洪景仁, 1976년 10월 27일 ~ )은 대한민국의 배우이다.

## 생애
- 어렸을 때부터 연기 생활을 시작했다. 1990년 꼴찌수색대에 출연하여 정명현과 연기대결을 벌이기도 했으며 이때부터 이미 유망주로 알려짐
- 1992년 영화《우리들의 일그러진 영웅》에서 주인공 엄석대 역을 맡아 주목을 받았음
- 1995년 《아름다운 청년 전태일》의 전태일, 드라마 《젊은이의 양지》의 정신지체아 수철 역의 연기로 호평을 받았다.
- 《아름다운 청년 전태일》에서의 홍경인은 어린 나이에도 불구하고 온몸에 불을 붙여가면서 분신자살 연기를 혼신의 힘을 다해 보여준 덕에 많은 사람들에게 그 장면이 인상 깊게 남았다.

- 1997년 시트콤 《남자셋 여자셋》에서 크게 활약을 보여 일약 스타덤에 올랐다
- 이후 가수로 활동하면서 앨범 《후애(後愛)》을 발표하지만 좋은 반응을 얻지 못한다.
- 이후 이렇다 할 흥행작을 찾지 못하고 공백기를 가지던 중, 2004년부터 2006년까지 군복무를 마치고 2007년 뮤지컬 배우로 컴백했다.
- 2009년 드라마《선덕여왕》에서 악역인 석품랑의 배역을 열연하였다.
- 2010년에는 KBS 드라마《전우》에도 출연했다.

## 학력
- 서울창천국민학교 (졸업)
- 광성중학교 (졸업)
- 광성고등학교 (졸업)
- 동국대학교 연극영화학 (학사)

## 출연작

### 드라마
- 2021년 KBS1 《태종 이방원》 ... 익안대군 이방의 역
- 2018년 OCN 《보이스 2》 ... 나형준 역
- 2017년 KBS2 《비바앙상블》 ... 김정우 역
- 2015년 TV조선 《위대한 이야기 - 광장시장 사람들》 ... 강호 역
- 2013년 KBS2 《KBS 드라마 스페셜 - 당신의 누아르》
- 2013년 KBS2 《KBS 드라마 스페셜 - 엄마의 섬》
- 2013년 tvN 《환상거탑》 ... 형식 역
- 2011년 KBS1 《광개토태왕》 ... 연살타 역
- 2010년 KBS1 《전우》 ... 양상길 역
- 2009년 MBC 《선덕여왕》 ... 석품 역
- 2008년 SBS 《불한당》 ... 김만두 역
- 2002년 SBS 《대망》
- 2000년 MBC 《신 귀공자》
- 2000년 MBC 《나쁜 친구들》 ... 이홍원 역
- 2000년 MBC 《세 친구》
- 1999년 MBC 《왕초》 ... 날파리 역
- 1998년 SBS 《삼김시대》 ... 박지만 역
- 1996년 MBC 《남자셋 여자셋》 ... 홍경인 역
- 1996년 MBC 《일곱개의 숟가락》 ... 장인 역
- 1996년 KBS2 《컬러-그린》 ... 박준영 역
- 1996년 MBC 《1.5》 ... 송진복 역
- 1995년 KBS2 《젊은이의 양지》 ... 임수철 역
- 1995년 SBS 《LA아리랑》
- 1995년 SBS 《모래시계》 ... 고교생 강우석 역
- 1993년 MBC 《제3공화국》 ... 청소년 박정희 역
- 1990년 MBC 《꼴찌 수색대》
- 1989년 MBC 《댕기동자》

### 영화
- 2023년 《차박- 살인과 낭만의 밤》 ... 영태 역
- 2022년 《리프레쉬》 ... 관빈 역
- 2017년 《빈센트》 ... 만호 역
- 2016년 《애비》 ... 찬 역
- 2014년 《욕망의 독: 중독》 ... 준상 역
- 2014년 《신이 보낸 사람》 ... 장우진 역
- 2013년 《은밀하게 위대하게》 ... 조두석 역
- 2011년 《공소시효》
- 2003년 《해피 에로 크리스마스》 ... 노동출 역
- 2002년 《남자 태어나다》 ... 임만구 역
- 2001년 《달마야 놀자》 ... 막내 역
- 1998년 《짱》 ... 나기찬 역
- 1996년 《피아노 맨》 ... 양진우 역
- 1996년 《채널 식스 나인》 ... 구석기 역
- 1995년 《영원한 제국》 ... 세자 이공 역
- 1995년 《아름다운 청년 전태일》 ... 전태일 역
- 1994년 《헐리우드 키드의 생애》 ... 명길 역
- 1992년 《우리들의 일그러진 영웅》 ... 엄석대 역
- 1991년 《텔레파시 여행》

### 뮤지컬
- 《해어화》(2007년 6월 20일) - 산하 역(한전아트센터)
- 《소나기》(2004년 9월 1일 ~ 10월 24일)
- 《명성황후》(1995년) - 고종 역

### CF
- CJ제일제당 숯불구이갈비맛햄(1995년)
- 해태제과 덴티큐(1995년)
- 농심 다시마오뎅&야채소고기(1995년)
- 해태제과 칸츄리콘(1995년)
- 파리크라상 파리바게뜨(1996년)
- 팔도 쇼킹면(1997년)
- 농심켈로그 크리스피(1999년)
- 오뚜기 힘라면(2001년)

### 예능
- 2016년 MBC 《미스터리 음악쇼 복면가왕》 - 동네방네 스피커
- 2017년 KBS2 《용띠클럽 - 철부지 브로망스》
- 2019년 채널A 《리와인드 - 시간을 달리는 게임》
- 2021년 MBN 《보이스킹》

## 수상 내역
- 1992년 제13회 청룡영화상 특별상
- 1992년 제3회 이천춘사대상영화제 우수연기상
- 1993년 제29회 백상예술대상 영화부문 특별상
- 1995년 제6회 이천춘사대상영화제 남우주연상
- 1995년 KBS 연기대상 남자 신인연기상
- 1996년 제1회 씨네21 영화상 최고의 배우상